# Cap-Santé
Cap-Santé é uma cidade localizada na província de Quebec no Canadá.